# Days like This (Van Morrison)
Days like This è il ventitreesimo album discografico in studio del cantautore britannico Van Morrison, pubblicato nel 1995.

## Il disco
Il disco è stato registrato nel 1995 tra Dublino e Bath. Vi ha partecipato anche la figlia di Van Morrison, Shana, che canta in due tracce ed è corista in altre due. 
L'album ha ricevuto la nomination al Premio Mercury 1995. 
La copertina dell'album consiste in una fotografia di Morrison con la sua fidanzata di allora (poi moglie) Michelle Rocca in compagnia di due cani.

## Tracce
Tutti i brani sono di Van Morrison, tranne dove indicato.
1. Perfect Fit — 4:33
2. Russian Roulette — 3:56
3. Raincheck — 5:53
4. You Don't Know Me (Eddy Arnold, Cindy Walker) – 4:32
5. No Religion — 5:14
6. Underlying Depression — 4:35
7. Songwriter — 2:50
8. Days like This — 3:13
9. I'll Never Be Free (Bennie Benjamin, George David Weiss) — 3:37
10. Melancholia — 3:56
11. Ancient Highway — 8:53
12. In the Afternoon — 6:21

## Formazione
- Van Morrison - voce, chitarra, armonica, sassofono, organo Hammond
- Liam Bradley, Noel Eccles - batteria
- Phil Coulter - piano
- Geoff Dunn - batteria, tamburello
- Pee Wee Ellis, Leo Green - sassofono
- Matthew Holland - tromba, flicorno soprano
- James Hunter - chitarra, cori
- Ronnie Johnson, Foggy Little, Arty McGlynn - chitarra
- Brian Kennedy - cori
- Teena Lyle - flauto dolce
- Shana Morrison - voce, cori
- Jonn Savannah - organo Hammond
- Nicky Scott - basso
- Kate St John - sassofono, oboe

## Classifiche
| Anno | Classifica                          | Posizione raggiunta |
| ---- | ----------------------------------- | ------------------- |
| 1995 | Regno Unito (Official Albums Chart) | 5                   |
| 1995 | Stati Uniti (Billboard 200)         | 33                  |